# Ферфілд Тауншип (округ Кроуфорд, Пенсільванія)
Ферфілд Тауншип (англ. Fairfield Township) — селище (англ. township) в США, в окрузі Кроуфорд штату Пенсільванія. Населення — 1011 особа (2020).

## Демографія
Згідно з переписом 2010 року, у селищі мешкали 1023 особи в 410 домогосподарствах у складі 304 родин. Було 640 помешкань
Расовий склад населення:
| - 99,0 % — білих - 0,2 % — чорних або афроамериканців - 0,1 % — корінних американців |

До двох чи більше рас належало 0,7 %. Частка іспаномовних становила 0,6 % від усіх жителів.
За віковим діапазоном населення розподілялося таким чином: 21,1 % — особи молодші 18 років, 61,2 % — особи у віці 18—64 років, 17,7 % — особи у віці 65 років та старші. Медіана віку мешканця становила 45,0 року. На 100 осіб жіночої статі у селищі припадало 103,4 чоловіків;  на 100 жінок у віці від 18 років та старших — 97,8 чоловіків також старших 18 років.
Середній дохід на одне домашнє господарство  становив 54 789 доларів США (медіана — 47 159), а середній дохід на одну сім'ю — 61 811 долар (медіана — 57 578). Медіана доходів становила 33 333 долари для чоловіків та 30 357 доларів для жінок. За межею бідності перебувало 9,7 % осіб, у тому числі 12,8 % дітей у віці до 18 років та 6,3 % осіб у віці 65 років та старших.
Цивільне працевлаштоване населення становило 484 особи. Основні галузі зайнятості: освіта, охорона здоров'я та соціальна допомога — 20,7 %, виробництво — 18,8 %, роздрібна торгівля — 13,2 %, науковці, спеціалісти, менеджери — 9,3 %.